# Koltsevajalinjen
Koltsevajalinjen (russisk: Кольцева́я ли́ния, Cirkellinjen, russisk udtale: [kəlʲtsɨˈvajə ˈlʲinʲɪjə]), (Linje 5), er en af Moskvas metros jernbanelinjer. Linjen blev bygget fra 1950 til 1954 som en cirkelrute, der kredser om det centrale Moskva, og fik afgørende betydning for transporten af passagerer.